# Mosbach–Mudau Nr. 1 bis 4
Die Lokomotiven Nummer 1 bis 4 der Meterspur-Bahnstrecke Mosbach–Mudau sind schmalspurige dreiachsige Tenderlokomotiven. Nach der Übernahme durch die Deutsche Reichsbahn wurden die Maschinen in die Baureihe 99720 eingeordnet. Alle vier Maschinen sind erhalten.

## Geschichte

### Einsatz
Im Auftrag der Großherzoglichen Badischen Staatseisenbahnen errichtete das Berliner Unternehmen Vering & Waechter 1903 bis 1904 die Bahnstrecke von Mosbach nach Mudau. Der Betrieb der Strecke oblag ab dem 1. April 1917 der Deutschen Eisenbahn-Betriebsgesellschaft. Als Lokomotiven beschaffte die Gesellschaft von Borsig vier dreifachgekuppelte Tenderlokomotiven. Bei Ablieferung waren die Lokomotiven dreifarbig gestrichen: Führerhaus, Kohlekästen und Kessel grün, Rauchkammer und Schornstein schwarz und das Fahrwerk dunkelrot. In den 1920er Jahren wurden die Lokomotiven dann schwarzlackiert. Am 1. Mai 1931 übernahm die Deutsche Reichsbahn den Betrieb auf der Strecke. Die Lokomotiven wurden als Baureihe 99720 in den Nummernplan eingeordnet. Bis dahin hatten die Lokomotiven über 500.000 Kilometer zurückgelegt. 1932 wurde eine elektrische Lok- und Zugbeleuchtung von AEG installiert. Die Laufleistungen stiegen zu Reichsbahnzeiten stark an. So wurden zwischen 1931 und 1941 zwischen 250.000 und 350.000 Kilometer zurückgelegt. Die in Mudau beheimateten Lokomotiven waren bis Anfang der 1960er Jahre im Einsatz und für den gesamten Verkehr auf der Strecke verantwortlich.

### Ausmusterung und Verbleib
Ab dem Sommer 1964 wurden die Dampflokomotiven durch Diesellokomotiven der Baureihe V 52 abgelöst. Die letzte Fahrt mit einer Dampflok fand am 26. September 1964 statt. Als erste Lokomotive wurde die 99 7203 am 26. Oktober 1964 ausgemustert, die restlichen Maschinen folgten am 10. März 1965.

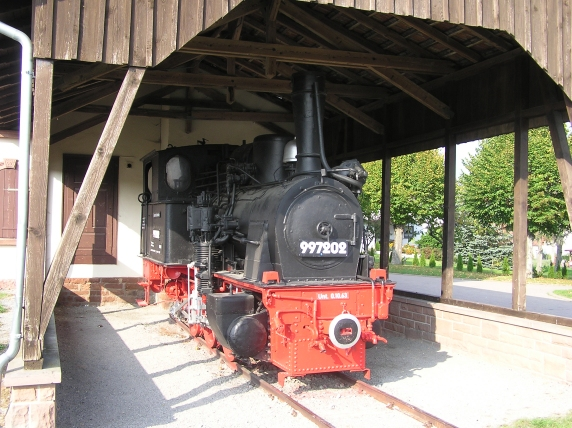
99 7202 als Denkmal am ehemaligen Endbahnhof Mudau

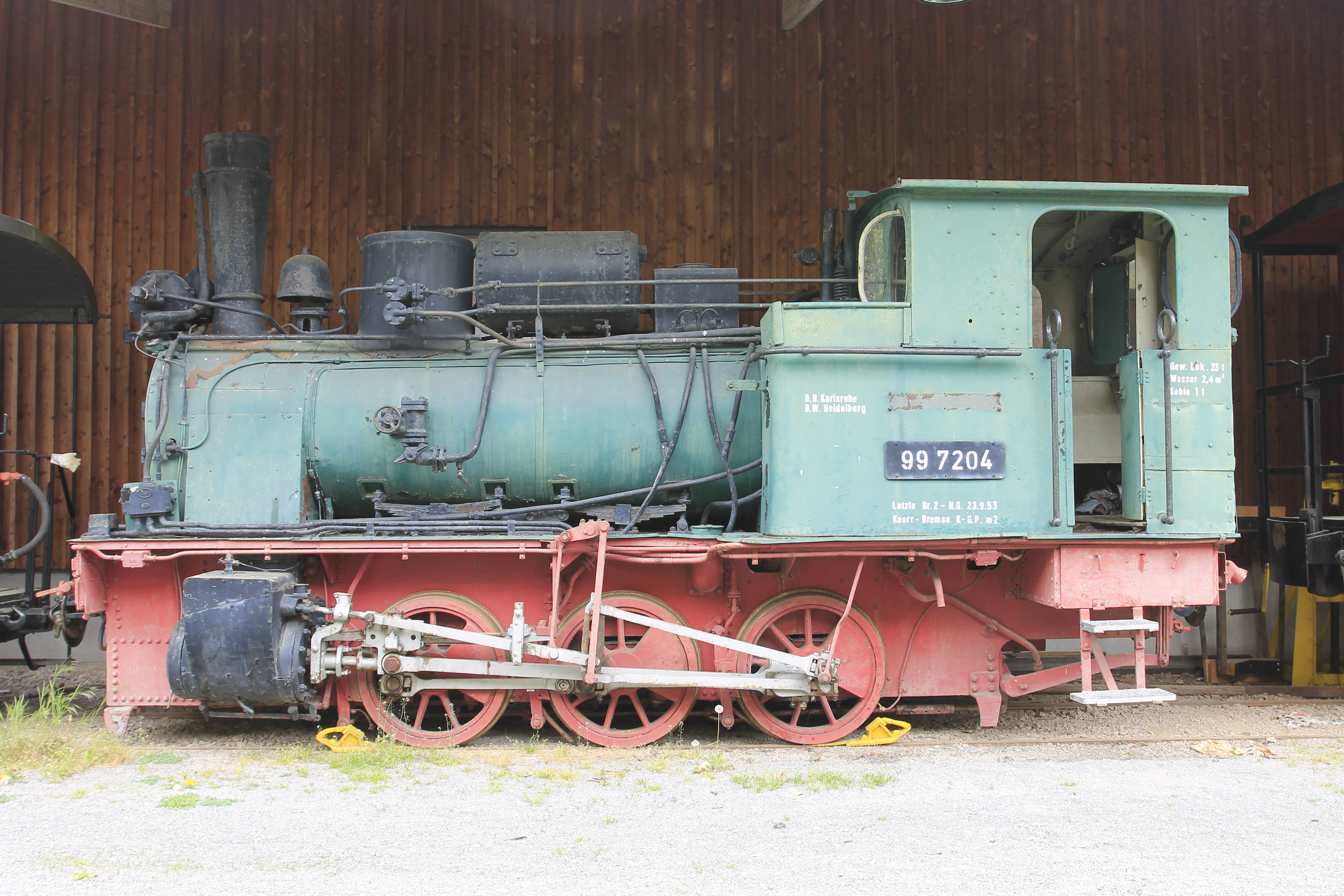
99 7204 der MME abgestellt in Herscheid (2014)

Die Lokomotiven blieben jedoch alle erhalten. Die 99 7201 (früher Nr. 1) wurde 1968 in Salzweg bei Passau aufgestellt. 2007 wurde die Lokomotive von der Interessengemeinschaft Hirzbergbahn erworben und wird derzeit optisch aufgearbeitet.
Die 99 7202 (früher Nr. 2) stand eine Zeit lang am Bahnhof Mudau und wurde 1970 als Denkmal an der Odenwaldhalle in Mudau aufgestellt. Seit 1982 steht die Lokomotive unter einem Wetterschutz wieder am Bahnhof Mudau. Die Lokomotive ist im Besitz der Deutschen Bahn AG.
Die 99 7203 (früher Nr. 3) wurde am 13. November 1964 von der Albtal-Verkehrs-Gesellschaft erworben und war bis August 1965 als Bauzuglokomotive bei der Umspurung der Albtalbahn im Einsatz. Anschließend war die Lokomotive in Busenbach und beim Gaswerk Karlsruhe abgestellt. 1978 wurde die Lokomotive als Leihgabe an das Rhein-Neckar-Eisenbahnmuseum der DGEG in Viernheim gegeben. Im November 1986 erhielten die Ulmer Eisenbahnfreunde die Lokomotive als Dauerleihgabe. Diese setzen sie nach einer Aufarbeitung seit dem 30. Juni 1990 im Museumsbetrieb auf dem Reststück Amstetten–Oppingen der Strecke Amstetten–Laichingen ein. Die Lokomotive ist nach längerer Aufarbeitung seit Oktober 2021 wieder betriebsfähig.
Die 99 7204 (früher Nr. 4) wurde 1969 von einem Holzverarbeitungsbetrieb aus Oberbernbach erworben und im Betriebsgelände abgestellt. 1999 erwarb der Verein Märkische Museums-Eisenbahn (MME) aus Herscheid die Lokomotive. 2014 wurde sie an eine Privatperson aus den Niederlanden verkauft, die eine Aufarbeitung begonnen hat.

## Konstruktive Merkmale
Die Lokomotiven besaßen einen genieteten Blechrahmen. Im vorderen Teil war er als Wasserkasten ausgeführt. Der genietete, hochliegende Langkessel bestand aus drei Schüssen. Der Dampfdom saß auf dem ersten Schuss und der eckige Sandbehälter auf dem dritten. Die Ramsbottom-Sicherheitsventile waren auf dem Stehkesselscheitel montiert. Die kupferne Feuerbüchse reichte bis zwischen die Rahmenwangen. Bei einer Zwischenuntersuchung 1962 erhielt die 99 7203 eine stählerne Feuerbüchse. Der Kesselspeisung dienen zwei saugenden Dampfstrahlpumpen.
Das leicht geneigte Zweizylinder-Nassdampftriebwerk war außenliegend und arbeitete auf die hinterste Kuppelachse. Die außenliegende Allan-Steuerung besaß Trick’schen Flachschieber und Hall’sche Kurbeln.
Das Laufwerk war an sechs Punkten abgestützt. Die Blattfederpakete befanden sich oberhalb der Achslager und waren nicht durch Ausgleichshebel verbunden. Die Kuppelradsätze waren fest im Rahmen gelagert. Die Lokomotiven besaßen ursprünglich eine Körting-Saugluftbremse. Mit der Einführung des Rollwagenverkehrs auf der Strecke wurde Mitte der 1920er Jahre die Bremse durch eine Westinghouse-Druckluftbremse ersetzt. Der Hauptluftbehälter wurde auf dem Kessel zwischen Dampfdom und Sandkasten angeordnet. Als Lokbremse stand eine Extersche Wurfhebelbremse zur Verfügung. Die Bremsen wirkten auf alle Räder von vorn.
Der Sandstreuer sandete bei Vorwärtsfahrt den mittleren Radsatz und bei Rückwärtsfahrt den Treibradsatz. Hinter dem mit einem Drahtkorb als Funkenfänger versehenen Schornstein war das Latowski-Läutewerk angeordnet. 1956 wurde ein drittes Spitzenlicht angebaut, und 1958 wurden die Luftpumpen der Bauart Knorr durch zweistufige Luftpumpen der Bauart Tolkien ersetzt.
Der Wasservorrat war in einem Wasserkasten im Rahmen und zwei kleinen Behältern vor dem Führerhaus angeordnet. Die Kohle war auf dem linken Wasserkasten vor dem Führerhaus.